# OSIRIS-REx
太陽系起源、光谱解析、资源识别、安全保障、小行星风化层探索者（英語：Origins, Spectral Interpretation, Resource Identification, Security, Regolith Explorer，缩写OSIRIS-REx，又譯為歐西里斯號或冥王号）是一項由美国国家航空航天局（NASA）進行中的小行星研究和采样返回任务。
探測器于2016年9月8日發射，任务是研究小行星101955——一顆含碳的近地小行星，2020年10月20日成功在小行星101955上採樣，2021年5月10日開始返回地球，并在2023年将样本送回地球进行详细分析，這顆小行星被視為潛在威脅天體，是有可能會撞擊地球的小天體之一。探測器採得的材料有望使科学家进一步了解太阳系的形成与演化，包含行星形成初期阶段，和导致地球上生命形成有机化合物的来源。OSIRIS-REx是首具从小行星帶回样本的美国航天器，也是第三具將小行星樣本送回地球的探測器，采集了约121.6克的样本。在此之前，日本的隼鳥號2005年在小行星25143採樣，于2010年成功将采集样本送回地球；隼鸟2号則於2019年在龍宮 (小行星)采样，隔年成功将采集样本送回地球。
这次任务的成本大约为8亿美元，另外由擎天神5號運載火箭發射探測器的費用约为1.835亿美元。它是NASA的新疆界計畫中第三个行星科学任务，列在朱诺号和新视野号之后。由美國亞利桑那大學的天文化學家但丁·劳雷塔（Dante Lauretta）擔任計畫主持人（Principal investigator，缩写PI）。

## 任務歷程
OSIRIS-REx於2016年9月8日發射升空，經過兩年的巡航，2018年12月抵達小行星101955「貝努」的軌道。OSIRIS-REx在繞行的同時也探勘著貝努的地表，尋找取樣的適合地點。2020年10月20日OSIRIS-REx成功著陸於貝努表面。
樣本採集完畢後，OSIRIS-REx於2021年5月離開貝努並開始返航階段。2023年9月24日，已運行至地球附近的OSIRIS-REx的樣本艙與太空船分離並降落於美國猶他州，隨後被以直升機送往NASA科學實驗室進一步分析。太空船本身則以拋射軌道離開地球，展開第二階段任務（OSIRIS-APEX，APophis EXplorer）：前往並研究小行星99942「阿波菲斯」（Apophis）。
2023年9月24日10時52分，OSIRIS-REx降落在美國猶他州測試訓練場，此次飛行來回共計62.1億公里，帶回樣本250克。

## 科学仪器

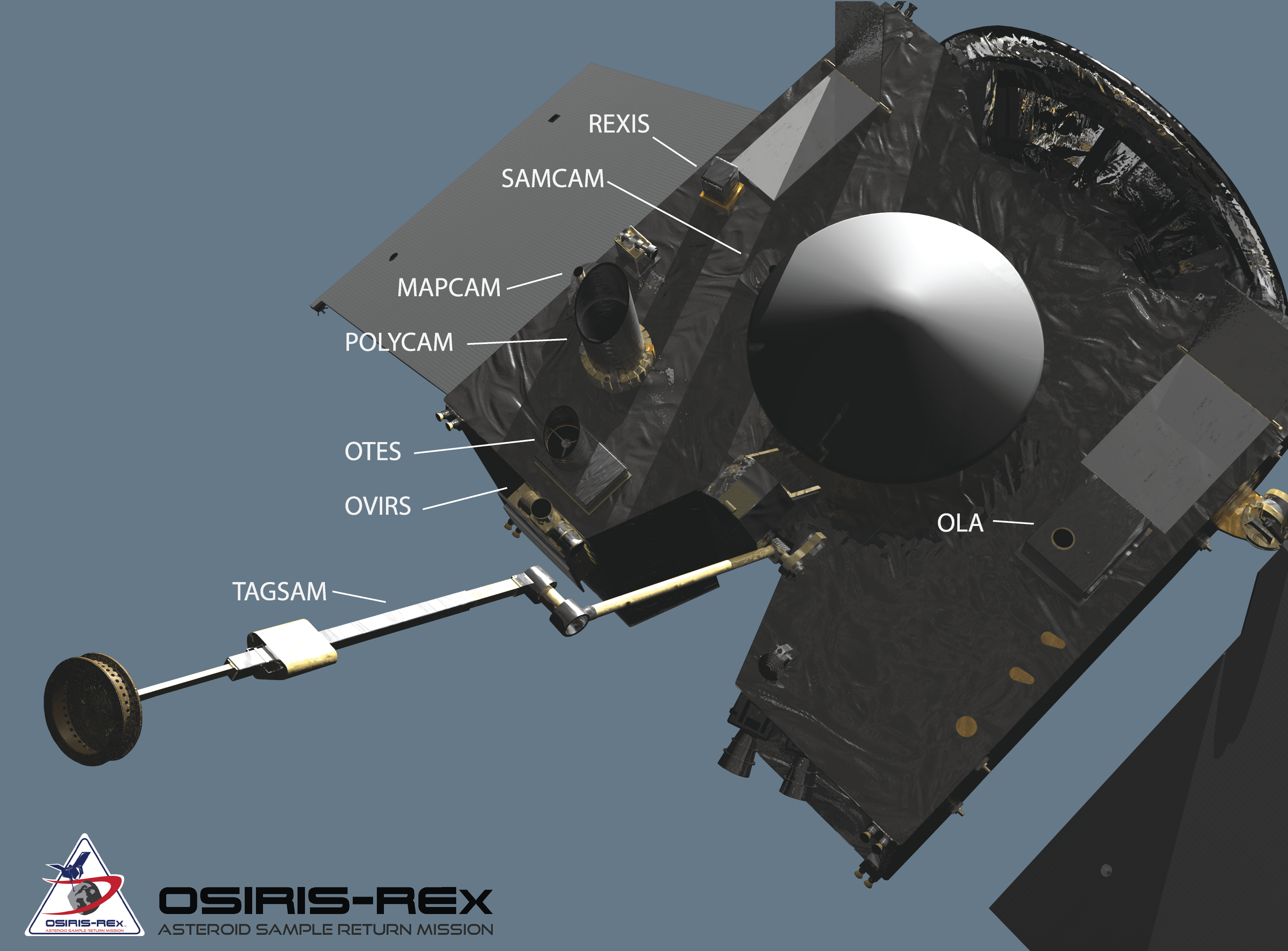
OSIRIS-REx仪器示意图

除了它的电信设备之外，飞船将携带一套仪器，将在许多个波长上研究小行星，以及拍摄小行星图像，并取回一个实体样本返回地球。行星學會协调了一场活动，邀请有兴趣的人士把探测使命的精神，他们的名字或作品存储在飞船携带的一个微型芯片中。

### OCAMS
OSIRIS-REx相机组件，包括了三台相机：PolyCam、MapCam和SamCam。它们一起通过提供全球的测绘，采样现场踏勘和鉴定，高分辨率成像和样本采集记录获取有关小行星101955的信息
。
- PolyCam: 有一个8英寸的望远镜，可在探测器飞近小行星小行星101955时发回照片。
- MapCam： 用以寻找卫星与释出的羽状物。利用4种颜色测绘小行星的地图，对取样地点进行高解析度成像。
- SamCam： 对样本的采集进行连续的观测。

### OLA
OSIRIS-REx镭射测高仪，用以制造小行星的全球地形图，测绘取样地点当地的地图。

### OVIRS
OSIRIS-REx可见光与红外线分光仪，获取小行星小行星101955的光谱数据，提供矿物和有机物光谱地图，和候选采样地点的当地光谱信息。

### OTES
热辐射光谱仪，提供矿物和热辐射光谱图。

### REXIS
风化层X射线成像光谱仪，提供小行星小行星101955的X射线光谱地图，互补的核心的OSIRIS-REx的科学任务。

### TAGSAM
取样系统，将采集小行星小行星101955的样本并带回地球。样品回收系统，被称为触摸即走的样品采集机制（Touch-And-Go Sample Acquisition Mechanism, 缩写是TAGSAM），由采样头是一个关节型3.35米的臂。

## 與日本JAXA合作
隼鸟2号是JAXA的類似任務，從近地小行星龍宮 (小行星)收集樣本。 它在兩次成功採樣後於2018年6月到達小行星，並於2019年11月離開小行星。 由於這兩次任務的相似性和重疊的時間表，NASA和JAXA簽署了一項在樣本交換和研究方面進行合作的協議。 這兩個團隊進行了互訪，JAXA的代表訪問了亞利桑那大學的OSIRIS-REx科學運營中心，OSIRIS-REx團隊的成員前往日本與隼鸟2号團隊會面。 這些小組正在共享軟件，數據和分析技術，並將最終交換返回地球的部分樣本。

## 图片

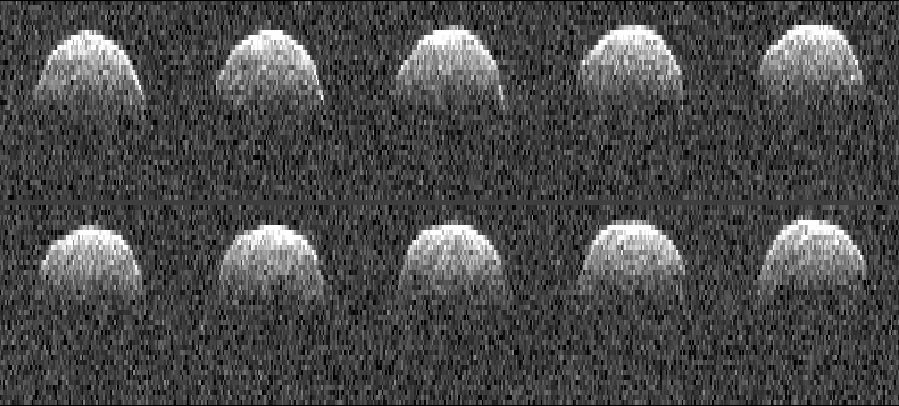
小行星101955的Goldstone雷达图像。
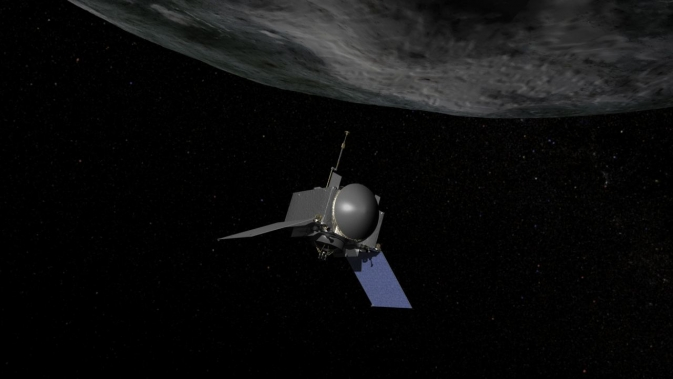
艺术家概念图：在小行星101955上的OSIRIS-REx[35]。
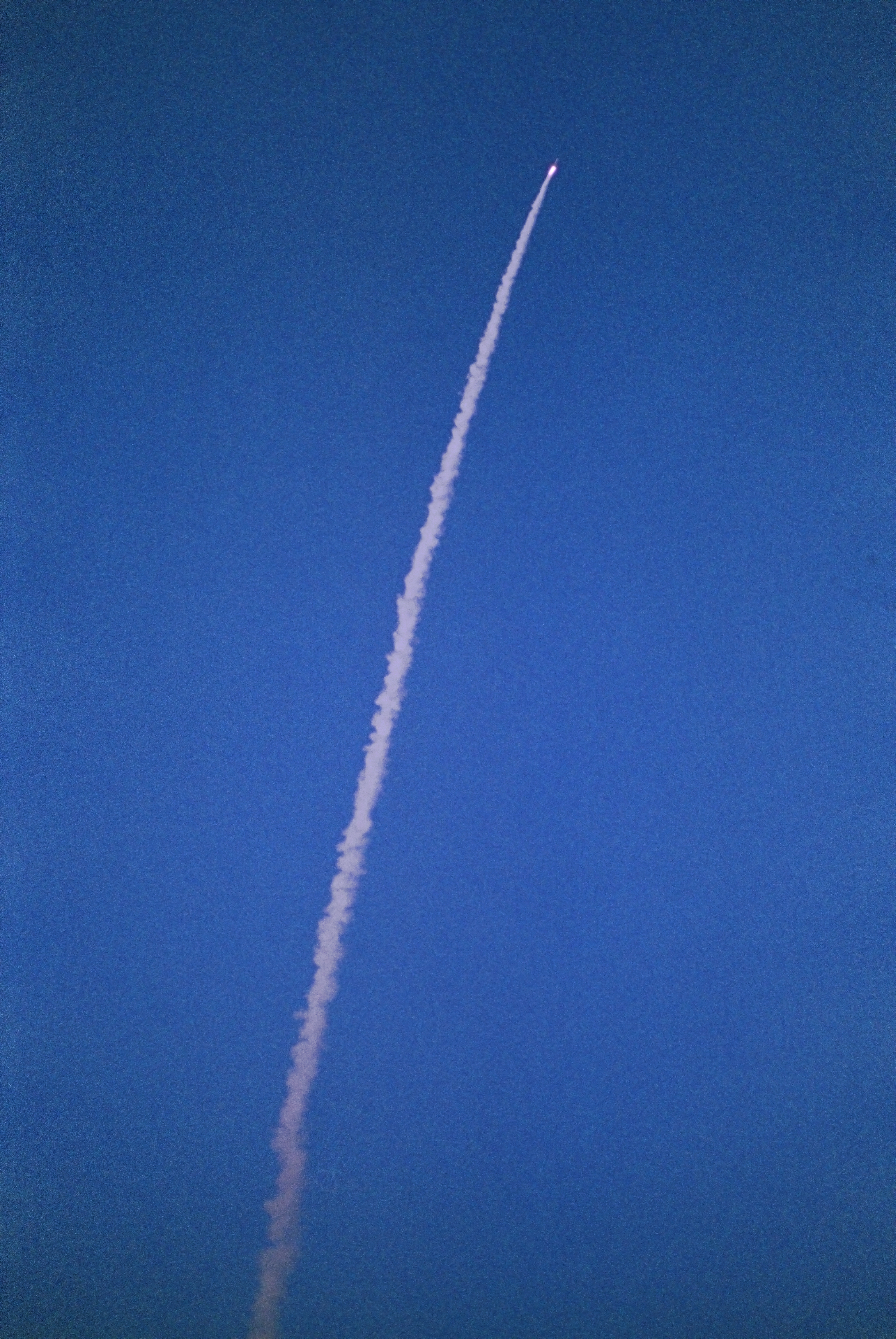
OSIRIS-REx从佛罗里达州的卡纳维拉尔角发射升空。
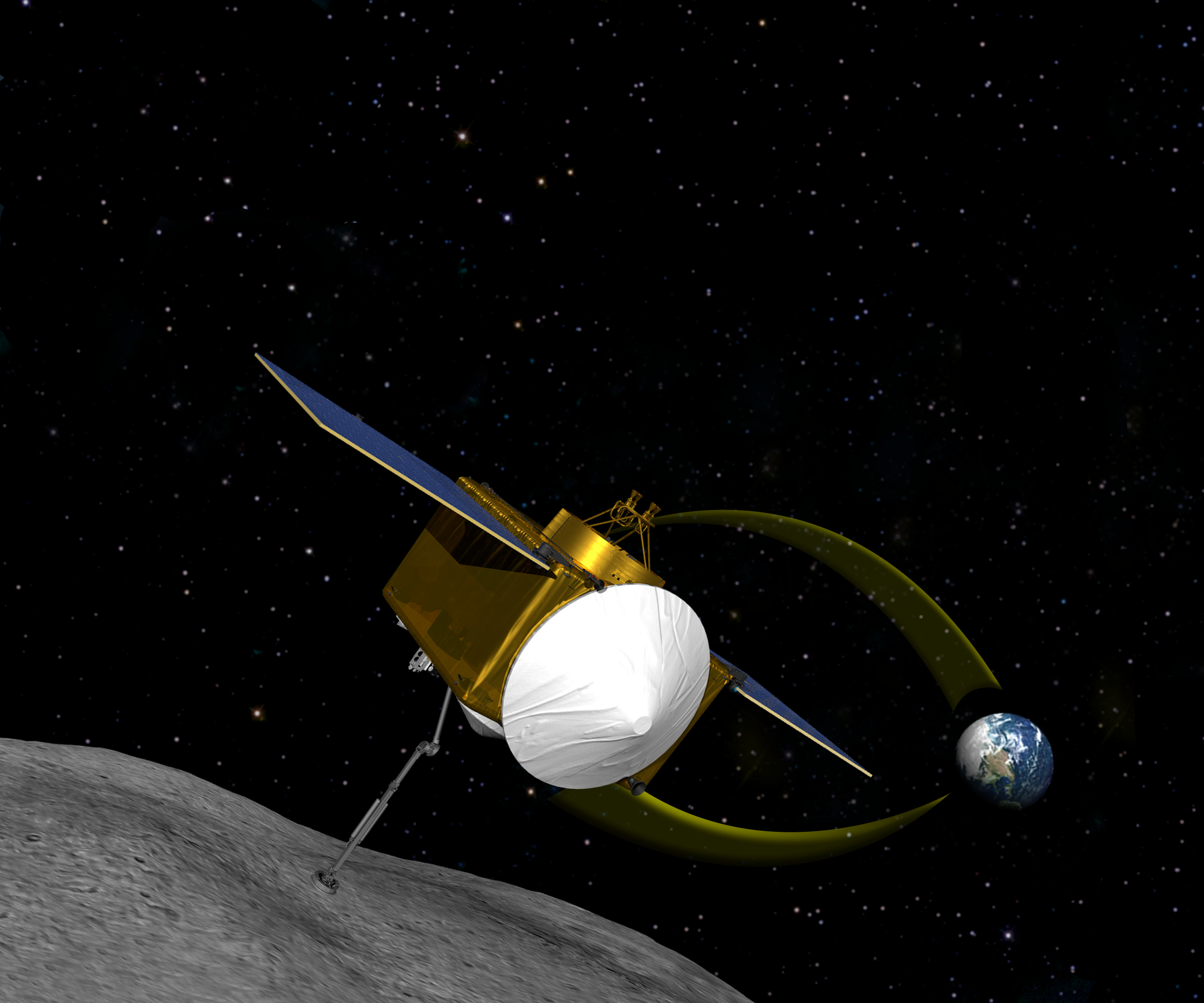
从小行星101955上采集样品的示意图。
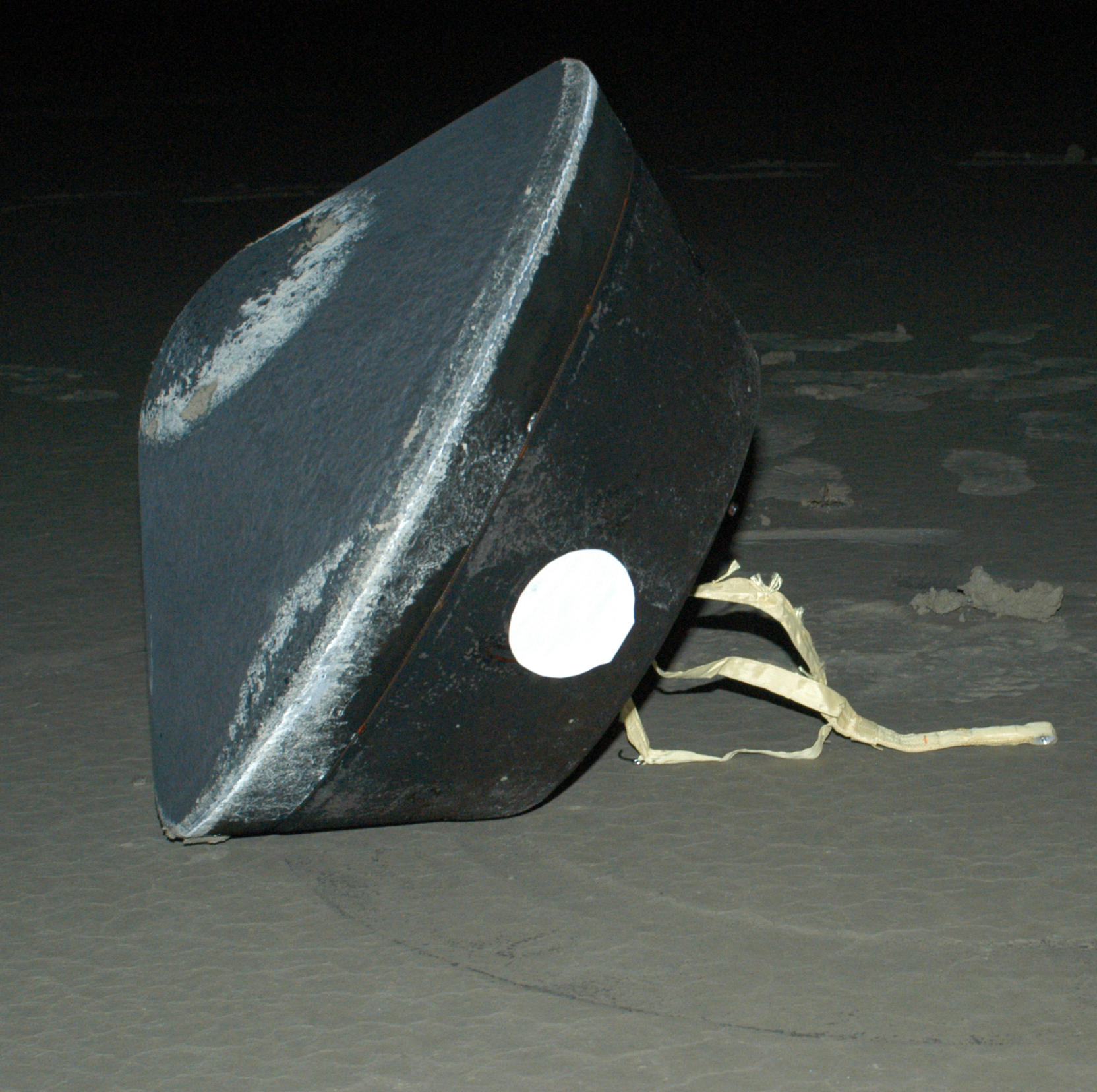
星尘号的返回仓。OSIRIS-REx的样品返回仓是相似的。

## 参阅
- 生命起源
- 隼鸟号
- 隼鸟2号
- 行星資源公司
- 太陽系探測器列表